# 사두

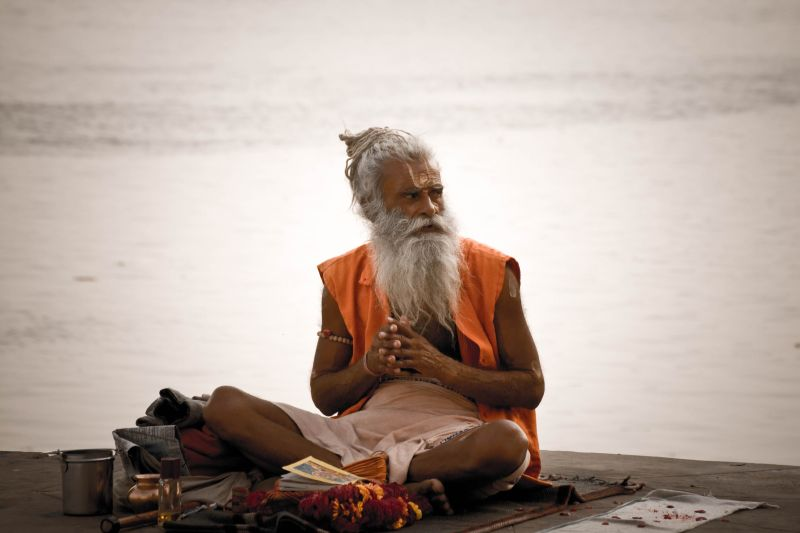
갠지스강변에서 수행하는 사두의 모습

사두(산스크리트어: साधु)는 힌두교, 자이나교에서 수행 활동을 하는 고행자들의 총칭이다. 얼굴에 분칠을 하고 다니며 주로 노인인 경우가 많다.